# Magnus Kofod Andersen
Magnus Kofod Andersen, noto anche semplicemente come Magnus Andersen (Hundested, 10 maggio 1999), è un calciatore danese, centrocampista dello Sparta Praga.

## Carriera

### Club

#### Gli inizi in Danimarca
Kofod Andersen ha iniziato a giocare a calcio nella squadra del piccolo centro abitato di Hundested. Successivamente è stato visionato dagli scout del Nordsjælland, club da cui è stato ingaggiato all'età di 12 anni.
La prima apparizione in panchina con il Nordsjælland a livello senior è stata il 17 febbraio 2017, quando è rimasto a sedere per tutta la sfida contro il Lyngby. Il debutto è arrivato cinque mesi più tardi, il 17 luglio, sostituendo Mathias Jensen al 74' minuto della partita di campionato vinta 2-1 sul campo dell'Odense BK.

#### Venezia
Il 2 luglio 2022 viene acquistato dal Venezia. Esordisce con i veneti il 14 agosto, subentrando nella ripresa a Gianluca Busio nella partita casalinga col Genoa, persa per 2-1. Il 2 giugno 2024 conquista la promozione in Serie A con i veneti in occasione del match vinto 1-0 contro la Cremonese.
Nella stagione successiva, esordisce in Serie A il 18 agosto 2024 in occasione del match poi perso 3-1 contro la Lazio, match nel quale siglerà il suo primo gol con i veneti in Serie A. 

#### Sparta Praga
Il 12 gennaio 2025 viene ufficialmente ingaggiato dallo Sparta Praga, con cui firma un contratto pluriennale.

### Nazionale
Con la maglia della nazionale Under-21 danese ha partecipato a due edizioni dei campionati europei Under-21: nel 2019, dove la sua squadra non riuscì a superare la fase a gironi, e nel 2021, dove arrivò ai quarti di finale prima di essere eliminata ai calci di rigore dalla Germania.

## Statistiche

### Presenze e reti nei club
Statistiche aggiornate al 4 gennaio 2025.
| Stagione            | Squadra             | Campionato          | Campionato | Campionato | Coppe nazionali | Coppe nazionali | Coppe nazionali | Coppe continentali | Coppe continentali | Coppe continentali | Altre coppe | Altre coppe | Altre coppe | Totale | Totale |
| Stagione            | Squadra             | Comp                | Pres       | Reti       | Comp            | Pres            | Reti            | Comp               | Pres               | Reti               | Comp        | Pres        | Reti        | Pres   | Reti   |
| ------------------- | ------------------- | ------------------- | ---------- | ---------- | --------------- | --------------- | --------------- | ------------------ | ------------------ | ------------------ | ----------- | ----------- | ----------- | ------ | ------ |
| 2017-2018           | Nordsjælland        | SL                  | 33         | 0          | CD              | 0               | 0               | -                  | -                  | -                  | -           | -           | -           | 33     | 0      |
| 2018-2019           | Nordsjælland        | SL                  | 31         | 0          | CD              | 1               | 0               | UEL                | 4                  | 1                  | -           | -           | -           | 36     | 1      |
| 2019-2020           | Nordsjælland        | SL                  | 36         | 1          | CD              | 1               | 0               | -                  | -                  | -                  | -           | -           | -           | 37     | 1      |
| 2020-2021           | Nordsjælland        | SL                  | 32         | 4          | CD              | 0               | 0               | -                  | -                  | -                  | -           | -           | -           | 32     | 4      |
| 2021-2022           | Nordsjælland        | SL                  | 31         | 1          | CD              | 2               | 0               | -                  | -                  | -                  | -           | -           | -           | 33     | 1      |
| Totale Nordsjælland | Totale Nordsjælland | Totale Nordsjælland | 163        | 6          |                 | 4               | 0               |                    | 4                  | 1                  |             | -           | -           | 171    | 7      |
| 2022-2023           | Venezia             | B                   | 26+1       | 0          | CI              | 0               | 0               | -                  | -                  | -                  | -           | -           | -           | 27     | 0      |
| 2023-2024           | Venezia             | B                   | 20+3       | 0          | CI              | 1               | 0               | -                  | -                  | -                  | -           | -           | -           | 24     | 0      |
| 2024-gen. 2025      | Venezia             | A                   | 14         | 1          | CI              | 1               | 0               | -                  | -                  | -                  | -           | -           | -           | 15     | 1      |
| Totale Venezia      | Totale Venezia      | Totale Venezia      | 60+4       | 1          |                 | 2               | 0               |                    | -                  | -                  |             | -           | -           | 66     | 1      |
| gen.-giu. 2025      | Sparta Praga        | 1L                  | 0          | 0          | CRC             | 0               | 0               | UCL                | 0                  | 0                  | -           | -           | -           | 0      | 0      |
| Totale carriera     | Totale carriera     | Totale carriera     | 227        | 7          |                 | 6               | 0               |                    | 4                  | 1                  |             | -           | -           | 237    | 8      |